# L'uomo di casa (film 2005)
L'uomo di casa (Man of the House) è un film commedia del 2005 diretto da Stephen Herek, con Tommy Lee Jones e Cedric the Entertainer, uscito in Italia il 5 agosto 2005, negli USA il 25 febbraio 2005.

## Trama
I Texas Rangers, Roland Sharp e Maggie Swanson interrogano Percy Stevens su dove si trovi il suo ex compagno di cella Morgan Ball, necessario per testimoniare contro il boss della criminalità organizzata John Cortland.
Rintracciando Ball in un magazzino, Ball cerca di corrompere Sharp con una chiave. Invece, lo prende e lo costringe a uscire, in attesa dell'agente dell'FBI Eddie Zane. Un cecchino ferisce Swanson, dando a Ball la possibilità di scappare (Swanson viene colpito al petto, ma sopravvive). Un gruppo di cheerleader dell'Università del Texas ad Austin è testimone dell'omicidio di Ball. L'agente Zane viene trovato colpito al braccio accanto al corpo di Ball e afferma di non aver visto il cecchino.
Anne, Teresa, Evie, Heather e Barb vengono portate alla stazione di polizia, dove non riescono a identificare l'assassino. Sharp deve proteggere le ragazze in ogni momento, informazioni trasmessegli dal governatore del Texas. Sharp è divorziato e ha una figlia diciassettenne, Emma.
Senza prove, John Cortland viene liberato. L'agente dell'FBI Zane lavora segretamente per lui, quindi ha ucciso Ball e si è sparato al braccio. Cortland lo rimprovera per non aver risolto i problemi, quindi Zane uccide il cecchino assoldato e cerca Sharp e le cheerleader. Con Swanson in ospedale che si sta riprendendo dalla ferita quasi fatale, Sharp e altri due Rangers devono ora proteggere le ragazze e mettere al sicuro la loro confraternita. Sharp va a vivere con loro e gli altri due si trasferiscono nella vicina casa della confraternita.
Le regole di base di Sharp includono il non uso dei cellulari e l'indossare abiti meno rivelatori intorno a lui. Quando lo ignorano, installa un condizionatore d'aria industriale, costringendoli a vestirsi in modo più coperto. Presumibilmente il loro allenatore di cheerleader specializzato nel condizionamento, durante una partita di football dei Longhorns, Sharp affronta la mascotte della squadra avversaria quando si avvicina a loro con una pistola, una pistola ad acqua. Si verificano altri contrattempi, ma il rapporto di Sharp con le ragazze inizia a rafforzarsi.
Sharp è attratto dall'insegnante di inglese di Barb, Molly, che attira la sua attenzione sul plagio di Barb. Invitandola a cena, le ragazze lo istruiscono utilizzando un auricolare e una piccola fotocamera. Dopo un po' li spegne e corteggia Molly in persona. Racconta alle ragazze del suo matrimonio fallito e di ciò che prova per la figlia con cui si era allontanato. Questo interessa Evie, che vuole scrivere un articolo su Emma. La chiama con il "telefono di emergenza" della casa, avvisando Zane della posizione di Sharp, poiché aveva intercettato il telefono di Emma.
Durante un "raduno degli spiriti", Sharp deve tenere un discorso stimolante. Si appassiona sempre di più, dimostrando alle ragazze che finalmente "capisce". Tuttavia, in seguito Sharp trova una bomba sotto il loro furgone. Salva Teresa (che non aveva creduto che qualcuno li inseguisse) tagliandole la cintura di sicurezza bloccata, così lei si rende conto che la minaccia è reale.
Quando a Sharp viene detto che Evie ha telefonato a Emma, lui chiama, scoprendo che Zane l'ha presa. Ordina a Sharp di prendere i soldi dalla cassetta di sicurezza di cui Ball gli aveva dato la chiave, nessuno dei due si rende conto che le cheerleader stanno ascoltando. Il giorno successivo al punto d'incontro, Zane ricorda a Sharp di collaborare altrimenti sparerà a Emma. Ammanettandosi al volante dopo aver lasciato il cellulare e la pistola nel sacco dei soldi, Zane poi se ne va con i soldi, le chiavi e il telefono di Sharp ed Emma.
Salgono su un autobus con Barb sul sedile posteriore. Mentre Sharp si chiede cosa stia succedendo, Heather gli apre le manette, inseguendo l'autobus con un Maggiolino Volkswagen rubato. Sull'autobus, Teresa finge di avere le doglie, quindi Evie chiede la fermata dell'autobus. Tenta di rubare la borsa di Zane, ma lui estrae una pistola, quindi scappa dall'autobus. Zane guida lui stesso l'autobus vuoto.
Le cheerleader salvano Emma, mentre Zane tenta di raggiungere il Messico. Sharp fa ribaltare l'autobus con un colpo. Zane inizia a camminare verso il confine tra Messico e Stati Uniti, gli agenti di frontiera gli si parano davanti, estraendo le armi. Sharpe impedisce il tentativo di suicidio di Zane da parte del poliziotto sparandogli alla mano con la pistola e ammanettandolo. Lui ed Emma si riuniscono.
Alla fine del film, Cortland viene arrestato e riportato in tribunale. Sharp e Molly si sposano, con Emma e le cheerleader che partecipano al matrimonio.

## Produzione
Originariamente il film doveva intitolarsi Cheer Up.

## Incassi
Il film ha incassato solo 21 577 624 $ a livello mondiale.